# Mohanur
Mohanur é uma panchayat (vila) no distrito de Namakkal, no estado indiano de Tamil Nadu.

## Geografia
Mohanur está localizada a 11° 05′ N, 78° 10′ L. Tem uma altitude média de 143 metros (469 pés).

## Demografia
Segundo o censo de 2001,  Mohanur  tinha uma população de 12,468 habitantes. Os indivíduos do sexo masculino constituem 50% da população e os do sexo feminino 50%. Mohanur tem uma taxa de literacia de 74%, superior à média nacional de 59.5%: a literacia no sexo masculino é de 81% e no sexo feminino é de 66%. Em Mohanur, 9% da população está abaixo dos 6 anos de idade.